# Anna Foà
 (août 2018).
Si vous disposez d'ouvrages ou d'articles de référence ou si vous connaissez des sites web de qualité traitant du thème abordé ici, merci de compléter l'article en donnant les références utiles à sa vérifiabilité et en les liant à la section « Notes et références ».
Pour les articles homonymes, voir Foà.
Anna Foà (née le 16 janvier 1876 à Rome et morte en 1944) est une entomologiste et universitaire italienne.

## Biographie
Anna Foà naît à Rome en 1876 de Massimo Foà et d'Ester Lattes, tous deux appartenant à deux grandes familles juives italiennes. Anna Foà est diplômé d'entomologie de l'Université de Rome avec une thèse sur le polymorphisme sexuel des acariens. Elle a à l'époque pour directeur de thèse le célèbre zoologiste Giovanni Battista Grassi avec qui elle collaborera ensuite pour diverses études sur les organismes protozoaires présents dans l'intestin des termites puis en l'assistant lors de ces cours d'entomologie agraire. Entre 1907 et 1912 paraît ainsi une longue série d'articles scientifiques signés à la fois par Foà et Grassi.
Dès 1905, le laboratoire de Fauglia lui attribue la responsabilité de conduire des expériences et des recherches pour la lutte contre le Phylloxéra qui ravage les vignes.
Après la publication des résultats de ces recherches en 1912 et 1916, Foà obtient en 1917 la libera docenza, titre qui lui permet d'enseigner comme professeur dans les universités. Parallèlement, elle est aussi nommé déléguée chargée des pathologies végétales auprès du Ministère de l'Agriculture et du Commerce.
En 1920, elle remporte le concours pour exercer en tant que professeur ordinaire de sériciculture à la fois auprès de l'École supérieur d'agriculture de Pérouse et à celle de Portici, en Campanie, où elle s'installe en 1921.
En 1924, elle est nommée professeur ordinaire à l'Université de Naples pour la chaire de sériciculture et d'apiculture. Elle est une des très rares femmes à exercer un poste universitaire d'importance dans l'Italie de l'époque. Pendant 15 années, elle conservera ce poste prestigieux et continuera ses activités de recherche et d'enseignement. 
Avec l'approbation des lois raciales fascistes de 1938, Anna Foà est expulsée de l'enseignement universitaire et de la Société italienne des naturalistes.

## Œuvres principales
- (it) Riassunto teorico-pratico della biologia della fillossera della vite (Rome: Tip. Nazionale di G. Bertero e C., 1912)
- (it) Studio sul polimorfismo unisessuale del rhizoglyphus echinopus (Rome: Tip. R. Accademia dei Lincei, 1916)
- (it) Relazione sugli allevamenti di alcune razze di bachi da seta provenienti dalla missione Mari (Portici: Tip. E. Della Torre, 1919)
- (it) Lezioni di genetica (Naples: Lit. Pietro Torquato, 1924; II ed. Portici: G.U.F., 1931; III ed. 1934)

## Sources
- (it) Cet article est partiellement ou en totalité issu de l’article de Wikipédia en italien intitulé « Anna Foà » (voir la liste des auteurs).